# Сушко Руслана Олександрівна
Руслана Олександрівна Сушко (Кириченко) (нар. 22 лютого 1975, Біла Церква, Київська область  УРСР, СРСР) — українська баскетболістка, яка виступала в амплуа захисника. Чемпіонка Європи з баскетболу в 1995 році. Заслужений майстер спорту України.

## Досягнення
- Чемпіон Європи: 1995
- Чемпіон Європи серед кадеток: 1991
- Срібний призер Євроліги ФІБА: 1992
- Чемпіон СНД: 1992
- Чемпіон України: 1992—1996, 2003—2006
- Срібний призер чемпіонату України: 1997
- Чемпіон Литви: 1999
- Чемпіон Болгарії: 2001
- Срібний призер чемпіонату Болгарії: 2002
- Володар Кубка Болгарії: 2002.